# Protidrogová prevence
Protidrogová prevence je soustava opatření, mající předcházet či zamezit drogovým závislostem. Lze ji rozdělit do několika úrovní a hledisek. Prevence je hlavně primární, kdy je možnost zamezit vzniku problému s drogou (dobře dítě vychovat), nebo sekundární, což je schopnost odhalit problém a zahájit léčbu a nebo terciární, kdy je třeba minimalizovat negativní dopady.

## Primární
Primární prevence probíhá v rodině, kdy je nutno dítěti podávat pravdivé informace, mluvit s dětmi o problematice (nic si nebrat od cizích lidí). Je důležité děti vést ke smysluplným aktivitám ve volném čase, kdo si hraje, nezlobí. Je třeba dětem věnovat dostatek času, umět jim naslouchat, pomáhat a nezklamat je a hlavně je vést k pocitu hrdosti na svou individualitu (nemít strach být jiný než ostatní) a k sebevědomí. Je třeba je vést k zodpovědnosti za své chování, důvěřovat jim, ale prověřovat je a budovat s nimi pevný hodnotný systém, jako je upřímnost, vztah k sobě samému a vztah k lidem.
Dále probíhá ve škole, kdy může být k dispozici peer program, kde jsou speciálně připravení starší žáci a studenti, kteří provádí besedy pro děti na téma drogy, drogově závislí, odmítání drog, šikana. Tito studenti by měli fungovat jako důvěrníci a zamezovat přítomnosti drog na školách. Na školách se pohybují i s policií a jejich psy, kdy probíhají namátkové kontroly. Tito studenti mají nabízet kvalitní zájmové aktivity, které jsou důležité hlavně u dětí se zvýšeným rizikem (učni). Mají vést k prosociálnímu chování – vzájemné si pomáhat, zabavit se, dokázat si poradit, a když mají jakýkoliv problém, tak ho řešit, aby nenašli řešení v drogách.
Dále probíhá ve společnosti, kdy by měla média pracovat s odborníky na vázané spolupráci.

## Sekundární
Zde je důležité včasné rozpoznání, vyhledání použitých drog a jejich léčba. U dítěte, které bere drogy, to lze poznat v chování, kdy má horší prospěch, zanedbaný zjev a velmi často mění kamarády a omezuje styk s těmi starými. Velmi často mluví rádi o drogách, nebo se naopak řeči o drogách přímo vyhýbají. Pořád mění image, jsou unavení, v noci ponocují, snižují výkonnost od dění kolem sebe a neustále potřebují peníze, kdy jim už nestačí kapesné. Proto hodně často kradou doma různé věci. Ztrácí chuť k jídlu a hubnou, mají problémy s rodiči, později i s policií a úřady. Lze u nich doma najít drogy či pomůcky s tím spojené a mají na sobě viditelná místa po vpichu. Hned reagují, že to je poprvé, nebo to není jejich. Drogově závislí jsou většinou ochotni k rozhovoru s odborníkem, ale málokdy se rozhodne k léčbě. Člověk musí dojít k fázi skutečných potíží, aby začala motivace ke změně.

## Terciární

### Léčba
Léčba se provádí buďto detoxem, který probíhá ve zdravotnickém zařízení a trvá většinou 10 dnů a organismus se zbavuje drogy. V péči lékařů je snaha překonat nejhorší chvilky abstinenčních příznaků.
Dále může probíhat tzv. resocializace, kdy se dítě naučí znovu žít správně a probíhá v komunách, ne psychiatrických léčebnách (např. Praha). Potom je tzv. doléčovák, který funguje ve smyslu chráněného bydlení, kde je možnost potom sehnat práci a bydlení. Je s nimi stále terapeut, který s nimi ale nepracuje, jen je k dispozici (např. Děčín). V K-centrech provádí léčba závislých ve větším městě.
Dále existuje způsob terciární léčby, kdy je třeba brát v potaz, že tady závislí jsou a pomoc snižuje negativní následky. Zde mohou drogově závislým distribuovat čisté stříkačky a jehly, ale jsou zde určitá pravidla. Důležité je, že tím, že se závislým vyměňuje 1 balíček za 1 nový, snižuje se tak riziko.
Dále způsob substituce, která funguje jako syntetická náhrada pro opiáty. V ČR se provádí metadonem nebo subutexem. Má to svou výhodu, protože je v čisté podobě, nepíchá se a narkoman je pod dohledem. Časem se potom snižují dávky. Provádí se neustálé kontroly, zda nebere něco jiného. Zde je také možnost získat podpůrné programy pro rodiče závislých.

## Hledisko rozsahu a zaměření
Hlavní hlediska rozsahu jsou například plošná, oblastní, lokální, nebo individuální. Hlavní hlediska zaměření jsou všeobecná, kde je prevence zaměřená na společnost jako celek, selektivní, kde je prevence zaměřená na skupiny a indikovaná, kde je prevence zaměřená na jednotlivce.